# SMY Hohenzollern (1892)
El SMY Hohenzollern (Seiner Majestät Yacht Hohenzollern) fue el yate personal del káiser Guillermo II de Alemania. Botado el 27 de junio de 1892 en los astilleros AG Vulcan de Stettin, reemplazó a un anterior Hohenzollern (1867), que se había vuelto demasiado viejo. El Hohenzollern se convirtió en el símbolo de las ambiciones del emperador alemán para construir una marina de guerra de clase mundial.
Este segundo SMY Hohenzollern fue construido por AG Vulcan Stettin. Estuvo en uso como yate imperial y aviso desde 1893 hasta julio de 1914. Desde 1894 hasta 1914, con la excepción de 1906, el emperador Guillermo II lo usó en sus anuales y prolongados viajes al norte de Europa. En total pasó más de cuatro años a bordo.

## Historial

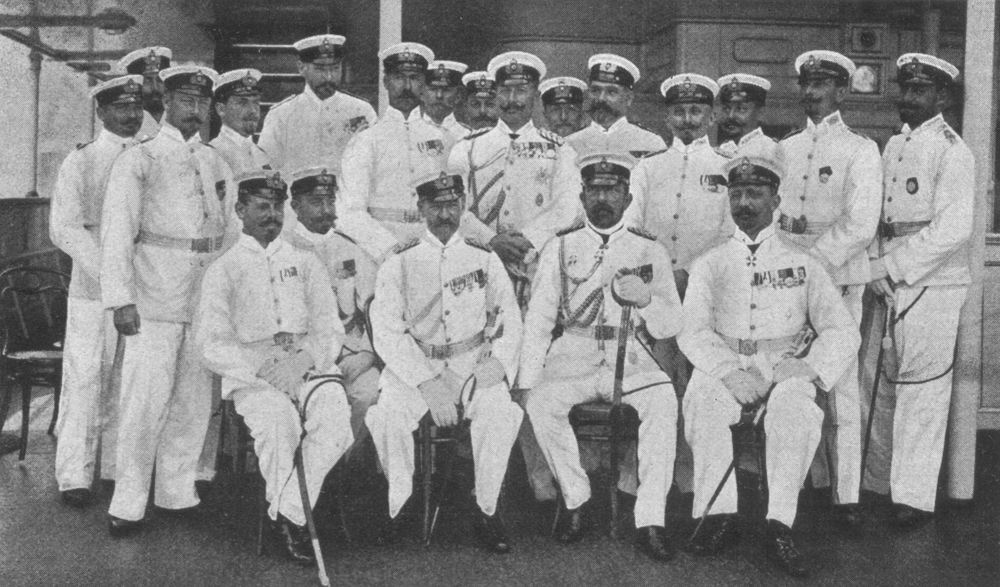
El Kaiser Guillermo II (de pie en el centro) con su séquito y oficiales del SMY Hohenzollern, 1902.

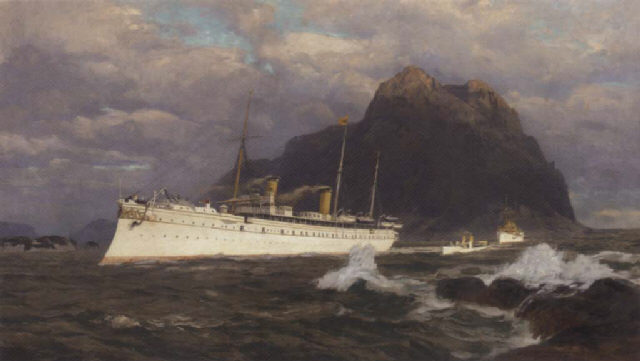
El SMY Hohenzollern (II) y su escolta en un crucero de verano en aguas del Norte, Óleo de Carl Saltzmann, 1904.

Se indican cronológicamente los viajes más significativos de modo resumido.
El 8 de abril de 1893 el SMY Hohenzollern es entregado y hasta el 24 de abril realiza pruebas.
- 1893: Dos viajes a Suecia
- 1894: Viaje a Trondheim
- 1895: Apertura del Canal de Kiel, el Hohenzollern es el primer barco para hacer un tránsito. Viajes a Suecia e Inglaterra.
- 1896: Viajes a Italia y Noruega
- 1897: Viajes a Mole, Kronstadt y Suecia.
- 1898: Viajes a las Islas Lofoten, Italia, Palestina y Pola.
- 1899: Viajes a Trondheim, Bergen e Inglaterra.
- 1900: Viajes a Trondheim e Inglaterra. Durante una actualización, el Hohenzollern está equipado con un aparato de telegrafía sin hilos.
- 1901: Viaje a Gran Bretaña para el funeral de la reina Victoria y a Mole.
- 1902: El 18 de enero de 1902 parte hacia Nueva York. Para ampliar el rango operacional del buque, se almacena carbón adicional en varias salas de la nave. El príncipe Enrique de Prusia, hermano del Kaiser, quería utilizar este viaje para presenciar la botadura de un yate de vela que fue encargado por el emperador en los Estados Unidos. No utiliza al Hohenzollern para el viaje, sino el trasatlántico SS Kronprinz Wilhelm. El 12 de febrero arriba a Nueva York. Durante su permanencia en dicho puerto, el yate recibió unos 6000 visitantes cada día. Zarpa con destino a Alemania el 11 de marzo, llegando el 27 del mismo mes. A continuación en verano realiza un viaje que le llevará a Drontheim, Rusia y Gran Bretaña.
- 1903: Viaje a Dinamarca y Drontheim.
- 1904: Viajes al Mediterráneo y Drontheim.
- 1905: Viajes al Mediterráneo, Dinamarca, Suecia y Finlandia.
- 1906: El 5 de mayo es retirado para reparaciones. Se le retiran todos los cañones excepto 2 de 52 mm.
- 1907: El 15 de abril es devuelto al servicio. Realiza viajes al Cabo Norte, Dinamarca, Gran Bretaña y los Países Bajos.
- 1908: Viajes a Molde, Pola y Corfú.
- 1909: Viajes al Mediterráneo, Suecia y Noruega.
- 1910: Viajes a Gran Bretaña, Suecia y Noruega.
- 1911: Viajes a Italia, Corfú, Gran Bretaña y Dinamarca.
- 1912: Viajes al Mediterráneo, puertos del Báltico y Dinamarca.
- 1913: Viajes a Dinamarca y Noruega.
- 1914: Viajes a Italia y Grecia. A pesar de la muerte del Príncipe de la corona austríaca, el káiser Guillermo II comienza en julio su viaje nórdico hasta Balholmen, aunque el 27 de dicho mes regresa a Kiel. El 30 el Hohenzollern es retirado. A diferencia a los planes originales, el barco no se utilizó durante la guerra.